# Боровічата
Боровіча́та (рос. Боровичата) — присілок у складі Афанасьєвського району Кіровської області, Росія. Входить до складу Гордінського сільського поселення.
Населення становить 39 осіб (2010, 41 у 2002).
Національний склад станом на 2002 рік — росіяни 100 %.